# Mont-le-Vernois
Mont-le-Vernois – miejscowość i gmina we Francji, w regionie Burgundia-Franche-Comté, w departamencie Górna Saona.
Według danych na rok 1990 gminę zamieszkiwało 127 osób, a gęstość zaludnienia wynosiła 16 osób/km² (wśród 1786 gmin Franche-Comté Mont-le-Vernois plasuje się na 616. miejscu pod względem liczby ludności, natomiast pod względem powierzchni na miejscu 568.).